# 13272 Ерікадавид
13272 Ерікадавид (13272 Ericadavid) — астероїд головного поясу, відкритий 17 серпня 1998 року.
Тіссеранів параметр щодо Юпітера — 3,549.